# الينبوع (المالكية)
الينبوع بلدة سورية تتبع ناحية مركز المالكية في منطقة المالكية التابعة لمحافظة الحسكة في أقصى شمال شرق سورية. تقع على بعد 3 كم تقريبا إلى الغرب من نهر دجلة عند الحدود مع تركيا.